# Горячі Ключі (Ноглицький міський округ)
Горячі Ключі (рос. Горячие Клюяи) — село у Ноглицькому міському окрузі Сахалінської області Російської Федерації. Населення становить 1 особа (2013). Відоме Дагінськими термальними джерелами.

## Історія
Від 1930 року належить до Ноглицького міського округу Сахалінської області.

## Населення
| 2002 | 2010 | 2013 |
| ---- | ---- | ---- |
| 13   | ↗15  | ↘1   |